# Tholera graminis
Tholera graminis är en fjärilsart som beskrevs av Ignaz Schiffermüller 1776. Tholera graminis ingår i släktet Tholera och familjen nattflyn. Inga underarter finns listade i Catalogue of Life.